# 児童の発達
児童の発達とは、児童期の子どもの発達をさす。
この場合の「児童期」とは、子供が小学校に通う期間であり、「児童」とは満年齢で6歳児から12歳児まで、数え年では7歳から14歳までの子供である。文部科学省ではこの期間の児童に対して「学童」という言葉を用いる。

## 小学校1年生 - 小学校2年生
小学校1年生および小学校2年生では、先生の話を45分間着席して聞くという学校の勉強スタイルになじむ時期である。文字や数字という記号の世界に入るが、算数セットなどの具体物を操作しなければ理解できない。教師は親でもあり先生でもあり生活の中心人物である。教師とは1対1の関係が中心となり、自分の意見を聞いて欲しく、クラス全体への関心は薄い。まだ、お漏らしをする場合があるのでトイレに行かせる時間を配慮しなければならない。
家が近かったり、席が隣であれば友になる。友達同士のトラブルは叩く、蹴るという直接的暴力が多い。例としては、行列を作って歩いているときに前の子供らが止まって、後ろの子供がぶつかるとか、邪魔だから押すといったもので、原因がわかりやすい。行列が止まった原因を考えさせたり、相手への接し方を考えさたりすることで双方が納得できる。
この時期に描かれる絵は、基底線（base line）を使って遠近を表現し始める。それと同時に基底線の影響を受けた絵を描き、屋根から煙突が直角に描かれたり、肩から手が直角に描かれる。また視点が混同した正面化した絵を描く。文字を修得し、内容を文字で説明するために、一時的に絵が雑になる。文字を使わないで、形と色で描くように指導することで豊かな絵となる。

## 小学校3年生 - 小学校4年生
小学校3年生および小学校4年生では、徒党を組んで大きなグループで遊ぶようになる。発言は教師にではなく、クラス全体に対してできるようになる。体力があるので骨折など比較的大きなケガをするようになる。ブランコの立ちこぎから飛んだり、馬跳び、階段跳びでケガをしたりする。知的関心が広がり、社会まで考えられるようになる。心の理論でいえば二次的信念を獲得するため、心情を読み取れるようになり、読書の幅が広がる。
具体的操作期の完成期になり論理や規則に厳しくなる。さぼりやルール違反への指摘が厳しくなり、告げ口が多くなるが受け止めてあげれば満足する。ただし、子供集団の中でチクリとして非難される場合には、原因は何か、何が正しいのか考えさせる必要がある。
女子は多くの児童がこの間に思春期を迎え、第二次性徴が生じ、青年期の特徴を持つようになる。
友だちは気が合う、趣味が同じという性格面が強くなる。仲間意識が強くなり、仲間との約束が親や先生との約束より大切になり、大人に対して秘密を持つようになる。集団で大人から自立する時期といえる。反抗は組織的ではなく、一人の悪乗りが他の子供の悪乗りを生むという形をとる。仲間意識が強くなるため集団で反抗や逸脱を行う。ギャングエイジ（Gang Age）と言われる。大人の目に見える世界で子供が遊ばなくなったため、ギャングエイジは無くなったとも言われるが、学校では存在している。後の反抗期は個人で行うが、その前に集団で反抗する経験を積むことが自立のために必要と言える。しかし、席替えやクラス替えをすれば友人関係が切れ、遊ばなくなる場合が多く、いじめ対策として有効である。
この時期に描かれる絵は精密になるが、鼻の穴や耳の穴が正面化した絵を描く。知的リアリズムの絵である。4年生から一部に遠近法を使い始める。

## 小学校5年生 - 小学校6年生
小学校5年生および小学校6年生では、児童期の完成期であり、高学年としての責任感、実行力を持ち、クラスや学校全体を見渡す力を持てるようになる。リーダーとして下の学年の子供たちを率いることができる。良い子として背伸びできる時期である。勉強の内容が抽象的になり、形式的操作を必要とするため、学力差が顕在する。10歳の壁といわれることがある。また、自己中心性を脱却して、他者の視点を持てるため教師の評価基準に自分を合わせることができるようになる。そのため絵や作文の創造性が一時的に低くなったように見える。バーンズの高原と呼ばれている。客観視できるため、教科の好き嫌いも顕在化する。
男子は多くの児童がこの間に思春期を迎え、女子はこの間までに思春期を迎え、第二次性徴が生じ、青年期の特徴を持つようなる。最近の子は思春期が早まっており、小学校という枠組み・学級担任制が難しくなっている。そのため、5・4制を導入しようという意見もある。身体の変化とともに良い子という概念への疑問が生じ、教師や社会への反発が生じるようになる。青年としての対応が必要となる。
この時期に描かれる絵は、吹き出しやワイプを使って心の中の表現をできるようになる。遠近法で描き始めるが、遠近法を習っていないため視点の混同は続く。